# Phil Napoleon
Filippo Napoli, conosciuto come Phil Napoleon (Boston, 2 settembre 1901 – Miami, 13 settembre 1990), è stato un trombettista e bandleader statunitense.
Fu musicista di formazione classica. Ancora adolescente forma il suo primo gruppo, gli Original Memphis Five, coi quali incide i primi dischi già nel 1921. Da allora e per tutti gli anni venti effettua una serie smisurata di incisioni, con gli Original Memphis Five e con altri gruppi di fantasiosa denominazione: Napoleon's Emperors, Bailey Lucky's Seven, Jazzbo's Carolina Serenaders, The Southland Six, Ladd's Black Aces, Charleston Chasers. Con i suoi Original Memphis Five, solo nel 1922, ha inciso cinquanta matrici.
Si rifacevano chiaramente agli Original Dixieland Jazz Band, pur depurando lo stile ruspante e plebeo dell'orchestra di New Orleans ed eseguendo soprattutto canzoni di successo del momento.
Tra i musicisti che collaborarono con lui, il grande pioniere del trombone jazz Miff Mole, il clarinettista Jimmy Lytell (James Serrapede), i fratelli Dorsey, Frank Signorelli, Joe Venuti, Eddie Lang (Salvatore Massarro) e tantissimi altri.
Dall'inizio degli anni trenta divenne musicista di studio e scomparve dalla scena jazzistica. Fece Parte dell'orchestra di Jimmy Dorsey 46/47 con cui apparve nel film "Four Jills in a Jeep". Tornato a New York lavorò con la NBC fino al 1950. Riuscì a riformare gli Original Memphis Five e guidò il complesso fino al 1956. Da allora si trasferì in Florida e aprì un locale in cui continuò a suonare fino a tarda età.
È stato uno dei più influenti musicisti jazz della prima metà degli anni 20.
1. ↑  Walter Bruyninckx discography
2. ↑  Giorgio Lombardi. New Orleans, Chicago, New York. De Rubeis.P 204.
3. ↑  Il musicologo Marcello Piras rileva nei dischi incisi da Napoleon negli anni 20  “un certo ingenuo incanto”. Enciclopedia Illustrata del Jazz. Brian Case, Stan Britt..Varia Club.